# Archäologisches Freilichtmuseum Funkenburg
Das Archäologische Freilichtmuseum Funkenburg – die deutschlandweit einmalige Rekonstruktion einer germanischen Wehrsiedlung – befindet sich auf einem an drei Seiten steil abfallenden flachen Bergsporn am Ortsrand von Westgreußen. Zu der germanischen Wehrsiedlung wurden von 1974 bis 1980 planmäßige Ausgrabungen durchgeführt.
Die Funkenburg war zwischen 200 v. Chr. und 50 n. Chr. besiedelt. Die Wehrsiedlung war mit Palisaden, Wällen (Vor- und Hauptwall) und Gräben nach Nordwesten befestigt. Das Museum wurde 2003 eröffnet.

## Ausgrabungen
Während der archäologischen Untersuchungen vor Ort wurden 60 Hütten und etwa 500 Gruben nachgewiesen. Das größte Gebäude wies eine Grundfläche von 8 m × 14 m auf und war vermutlich der Sitz des Oberhauptes der Wehrsiedlung. Die Funde, vor allem die Keramik, weisen auf eine Zuwanderung von Ostgermanen hin. Ebenso ließen sich anhand des Fundmaterials Beziehungen zu den Kelten und Römern aufzeigen.

## Rekonstruktion
Nach der Grabung war lediglich der rekonstruierte Wallgraben zwischen Vor- und Hauptburg erhalten geblieben. In Feierabendtätigkeit wurde von der Ortsgruppe zunächst mit einfachen Mitteln der Wehrturm rekonstruiert, mit Pfosten wenigstens der Umfang des Hauptgebäudes markiert und zugleich die vollständige Rekonstruktion der Wehranlage angeregt.
Von 1992 bis 1999 wurde daraufhin die Wehranlage von Vor- und Hauptburg am originalen Standort aus Wällen, Gräben, Türmen und Palisaden teilweise rekonstruiert. Die Konzeption für den „Wiederaufbau“ der Funkenburg erarbeitete der ortsansässige Verein Funkenburg Westgreußen, der dabei vom Museum für Ur- und Frühgeschichte Thüringens wissenschaftlich beraten wurde.
Während die Vorburg für den Museumsbetrieb genutzt wird, entstand in der Hauptburg eine repräsentative „Auswahl nachempfundener Wohn- und Arbeitshäuser, Speicherbauten, Öfen und Arbeitsgeräte“.

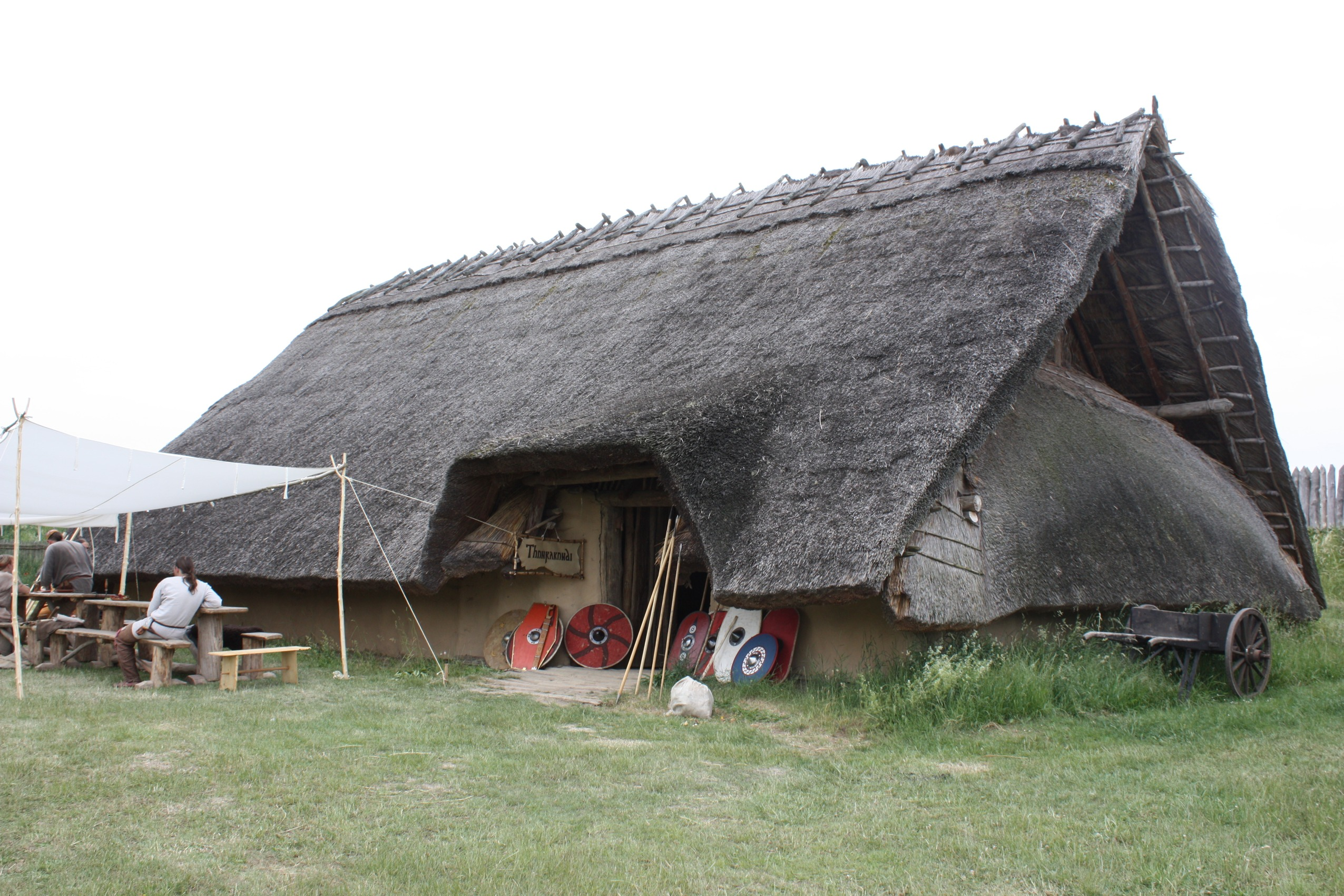
Rekonstruiertes Langhaus
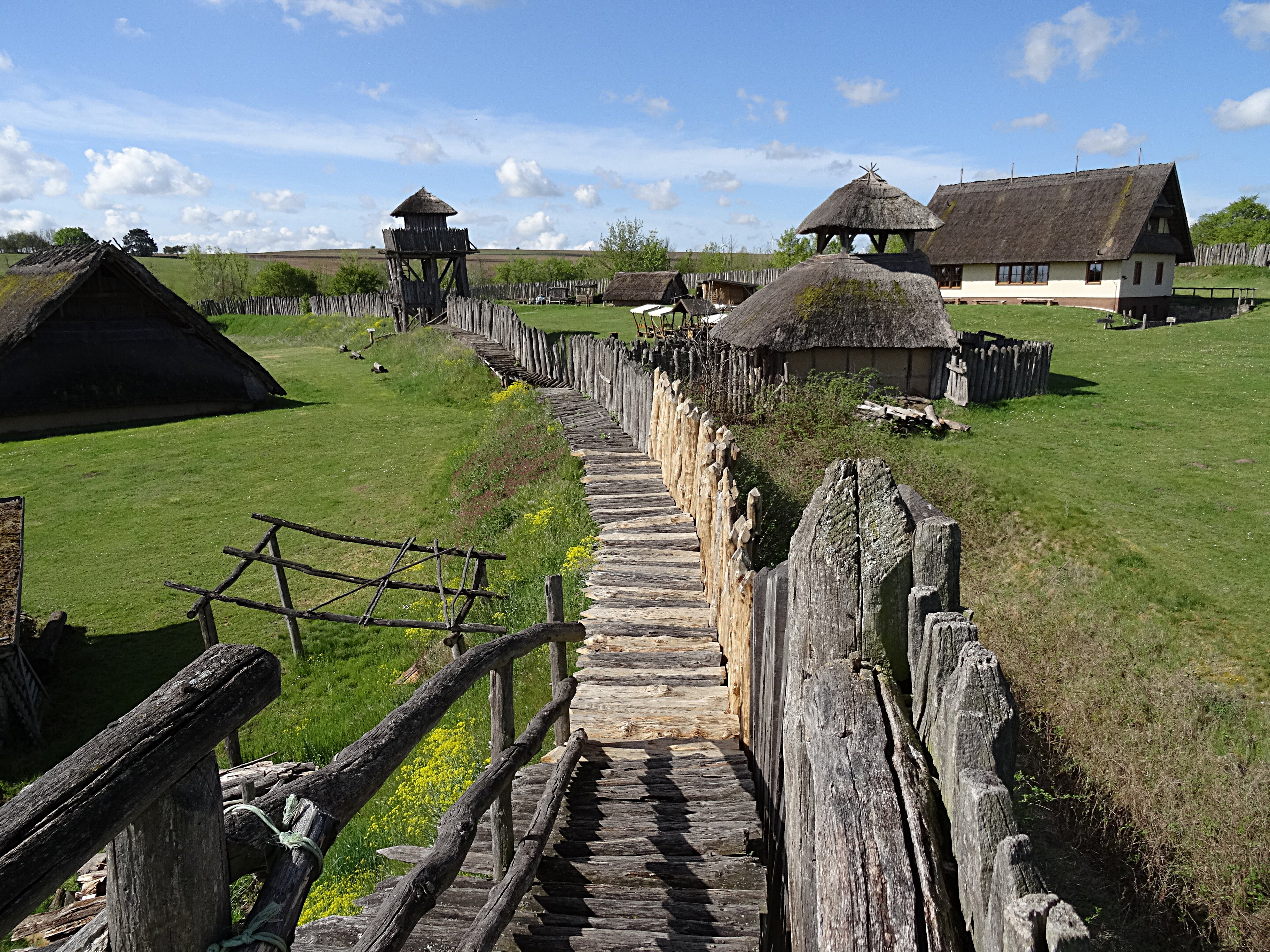
Rekonstruierte Wehranlage
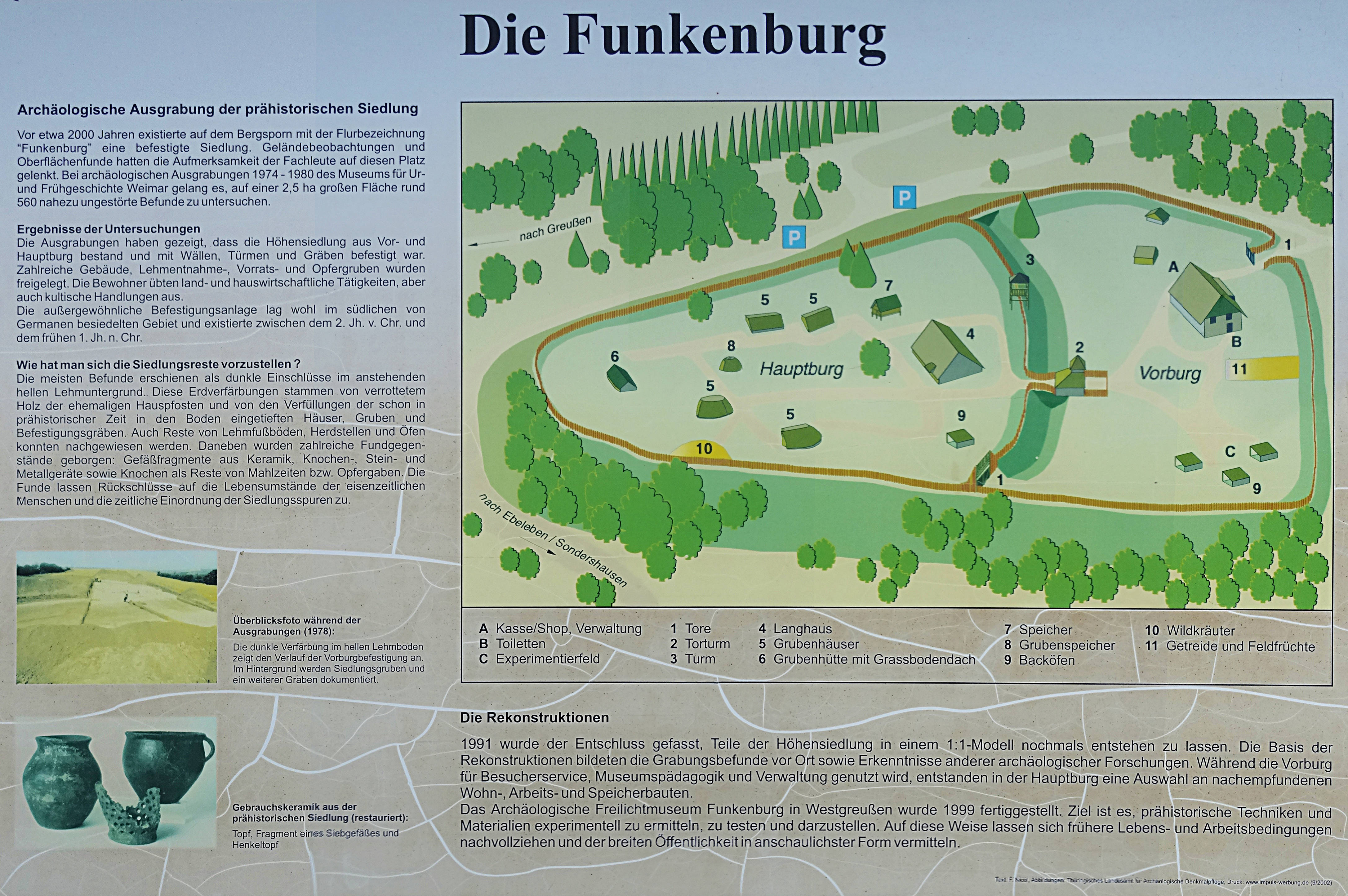
Lageplan der Funkenburg
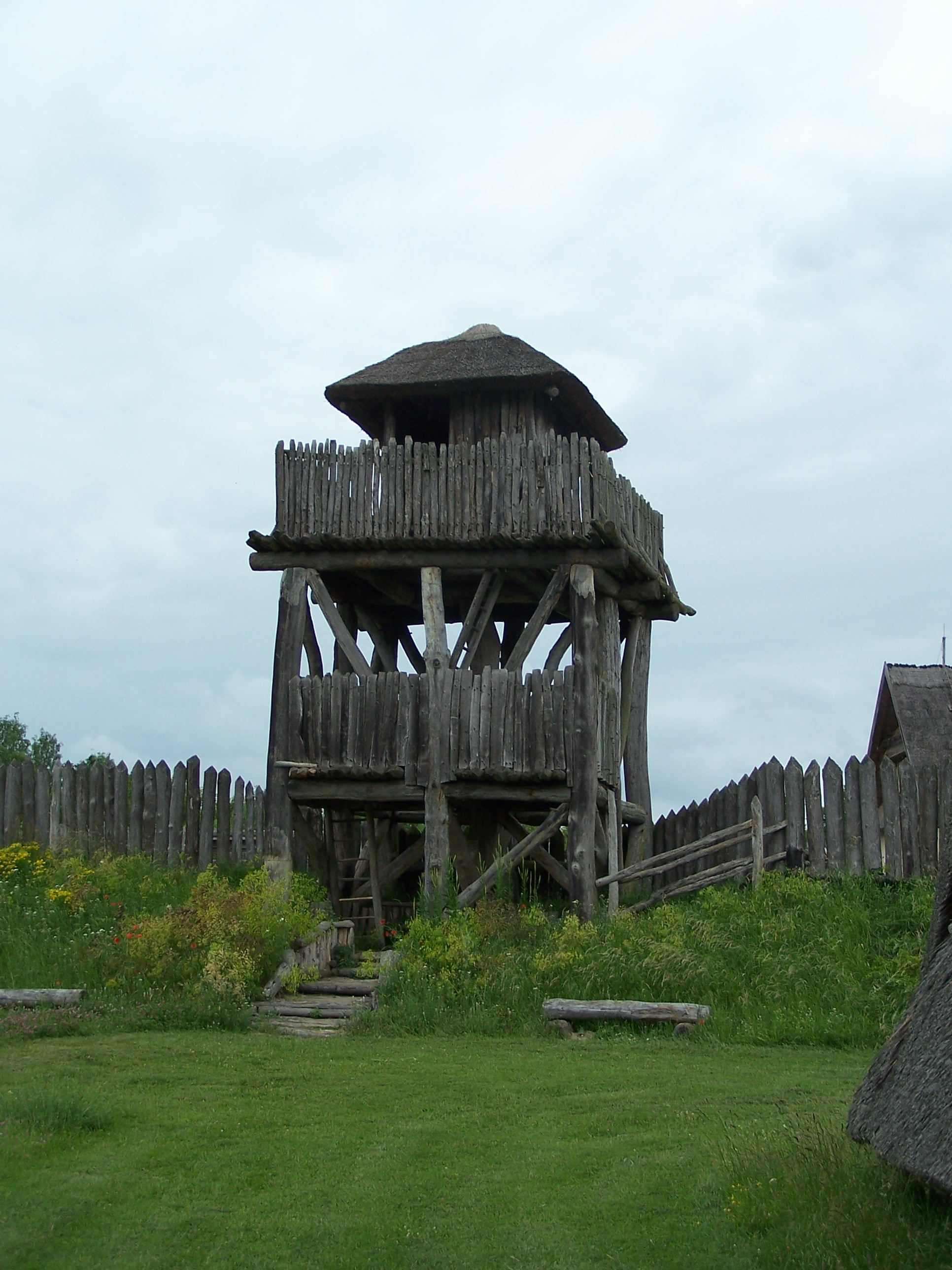
Rekonstruierter Wachturm
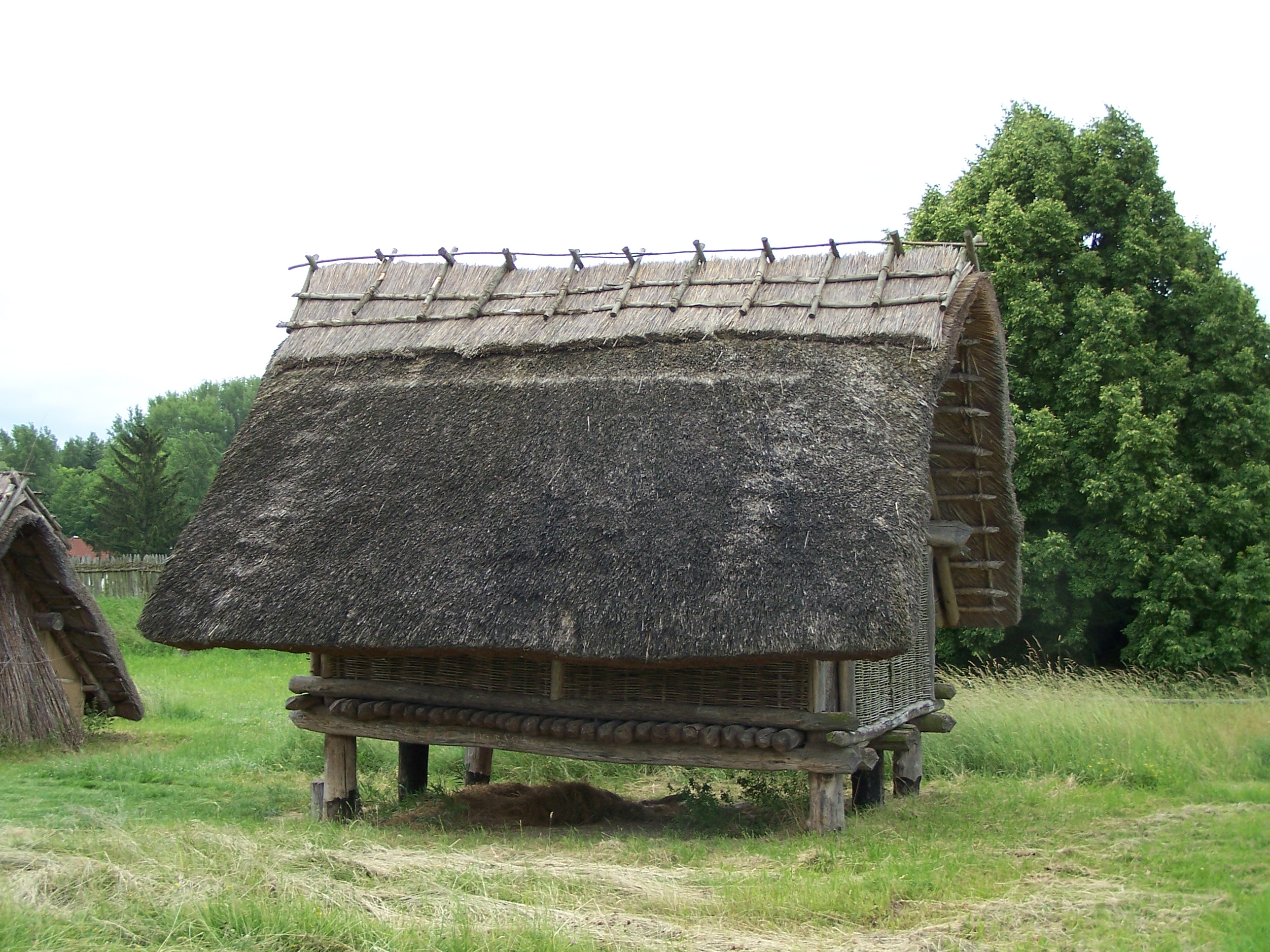
Rekonstruierter Speicher

## Veranstaltungen
Die Burg und ihre Umgebung eignen sich hervorragend für die Darstellung eisenzeitlicher Kulturgruppen, weshalb sie seit den frühen 1990er Jahren neben der Töpferwerkstatt bei Haarhausen ein Zentrum für Experimentelle Archäologie in Thüringen wurden. Zu den Veranstaltungen stellen die Vereinsmitglieder die eisenzeitlichen Lebens- und Arbeitsweisen in entsprechender Gewandung nach. Tätigkeiten wie Töpfern, Backen, Spinnen, Färben, Weben, Netze knüpfen oder Bogenschießen werden im Rahmen von Aktivprogrammen angeboten.